# Owen Barfield
Pour l’article homonyme, voir Barfield.
Arthur Owen Barfield (9 novembre 1898, Londres – 14 décembre 1997, Forest Row, Sussex de l'Est) était un écrivain et critique britannique, membre des Inklings.

## Biographie
Après des études littéraires au Wadham College d'Oxford, il s'orienta à contrecœur vers la loi, devenant solliciteur pour nourrir sa famille et aider son père. Il n'abandonna pas totalement ses ambitions littéraires, continuant à écrire articles et essais. Il traduisit et édita notamment les œuvres de Rudolf Steiner en anglais ; la doctrine de l'anthroposophie avancée par Steiner fut une influence majeure de Barfield.
Barfield est généralement considéré comme ayant été l'un des premiers Inklings, du fait de sa rencontre avec C. S. Lewis et J. R. R. Tolkien dans les années 1920, quelques années avant la formation du cercle littéraire à proprement parler. Il eut une influence notable sur certaines conceptions philologiques de Tolkien.